# Quilenda
Quilenda (auch Kilenda) ist eine Ortschaft und ein Landkreis in Angola.

## Verwaltung
Quilenda ist Sitz eines gleichnamigen Kreises (Municipio) der Provinz Cuanza Sul. Der Kreis umfasst 2560 km² mit etwa 99.000 Einwohnern (Schätzung 2010). Die Volkszählung 2014 soll fortan genaue Bevölkerungsdaten liefern.
Zwei Gemeinden (Comunas) bilden den Kreis Quilenda:
- Kirimbo (auch Quirimbo)
- Quilenda (auch Kilenda)